# La rosa nera (album)
La rosa nera è un album di Gigliola Cinquetti, pubblicato dalla CGD nel 1967.

## Tracce
LP
Lato A
1. La rosa nera – 3:00 (testo: Daniele Pace – musica: Mario Panzeri, Lorenzo Pilat) – Orchestra di Franco Monaldi
2. Dommage, Dommage (Peccato) (Cover del brano: Dommage, Dommage (Too Bad, Too Bad)) – 2:24 (Paul Vance, Lee Pockriss; Daniele Pace e Mario Panzeri (adatt. testo in italiano)) – Orchestra di Franco Monaldi
3. Tu non potrai mai più tornare a casa (Cover del brano: I Can Never Go Home Anymore) – 3:30 (George "Shadow" Morton; Gian Pieretti (adatt. testo in italiano)) – Orchestra di Franco Monaldi
4. Ho bisogno di vederti – 2:54 (Roberto Ciampi, Ramsete) – Orchestra di Franco Monaldi e Coro 4 + 4 di Nora Orlandi
5. Millie (Cover del brano: Thoroughly Modern Millie) – 2:47 (testo: Sammy Cahn; Alberico Gentile (adatt. testo in italiano) – musica: Jimmy Van Heusen) – Orchestra di Franco Monaldi
6. Una storia d'amore – 2:55 (testo: Daniele Pace, Mario Panzeri – musica: Pontiack) – Orchestra di Franco Monaldi

Lato B
1. Piccola città – 2:55 (Daniele Pace, Antonio Amurri, Mario Panzeri) – Orchestra di Franco Monaldi
2. La Bohème (Cover del brano: La Bohème) – 3:56 (testo: Jacques Plante, Mogol (adatt. testo in italiano) – musica: Charles Aznavour) – Orchestra di Franco Monaldi
3. Quando io sarò partita – 2:50 (testo: Mogol – musica: Paolo Conte) – Orchestra di Franco Monaldi
4. Ho il cuore tenero (Cover del brano: Le cœur trop tendre) – 3:05 (testo: Eddy Marnay, Mario Panzeri (adatt. testo in italiano) – musica: André Popp) – Orchestra di Alberto Baldan
5. L'usignolo – 2:55 (testo: Bruno Pallesi, Vito Pallavicini – musica: Gualtiero Malgoni) – Orchestra di Franco Monaldi
6. Non ho l'età (per amarti) – 3:16 (testo: Mario Panzeri – musica: Nisa) – Franco Monaldi e la sua Orchestra

## Musicisti
- Gigliola Cinquetti – voce
- Franco Monaldi – direzione orchestra, arrangiamenti
- Alberto Baldan – direzione orchestra, arrangiamenti

## Classifica
Singoli
| Anno | Titolo del brano | Classifica        | Posizione raggiunta |
| ---- | ---------------- | ----------------- | ------------------- |
| 1967 | La rosa nera     | Hit parade Italia | 4                   |